# Иваньковское сельское поселение (Чувашия)
Ива́ньковское се́льское поселе́ние (чув. Йăвански ял тăрăхĕ) — упразднённое муниципальное образование в Ядринском районе Чувашии Российской Федерации.
Административный центр — посёлок Совхозный.

## История
Статус и границы сельского поселения установлены Законом Чувашской Республики от 24 ноября 2004 года № 37 «Об установлении границ муниципальных образований Чувашской Республики и наделении их статусом городского, сельского поселения, муниципального района и городского округа».
Упразднено в 2022 году при преобразовании Ядринского муниципального района в округ.

## Население
| 2010 | 2012  | 2013  | 2014  | 2015  | 2016 | 2017 |
| ---- | ----- | ----- | ----- | ----- | ---- | ---- |
| 950  | ↗1001 | ↗1023 | ↗1026 | ↘1000 | ↘972 | ↘947 |
| 2018 | 2019  | 2020  | 2021  |       |      |      |
| ↘908 | ↘849  | ↘834  | ↘805  |       |      |      |

## Состав сельского поселения
| № | Населённый пункт | Тип населённого пункта          | Население |
| - | ---------------- | ------------------------------- | --------- |
| 1 | Долина           | деревня                         | ↗47       |
| 2 | Засурье          | село                            | ↗199      |
| 3 | Иваньково        | деревня                         | ↗94       |
| 4 | Лесной           | посёлок                         | ↗31       |
| 5 | Никитино         | деревня                         | ↗32       |
| 6 | Никольское       | село                            | ↗288      |
| 7 | Орба-Павлово     | деревня                         | ↗95       |
| 8 | Совхозный        | посёлок, административный центр | ↗373      |